# Большой Конып
 Большой Конып  — деревня в Кирово-Чепецком районе Кировской области в составе Коныпского сельского поселения.

## География
Расположена на расстоянии примерно 21 км на запад-юго-запад по прямой от центра района города Кирово-Чепецк.

## История
Известна с 1678 года как Починок Обросимовской Утробина над речкою Каныпом на Медвежье волоку с 6 дворами, в 1764 году 62 жителя. В 1873 году в деревне Абросимовской (Канып большой) дворов 20 и жителей 184, в 1905 38 и 217, в 1926 (Большой Конып или Абросимовская) 39 и 171, в 1950 43 и 191, в 1989 оставалось 5 жителей. Современное название утвердилось с 1939 года. 

## Население
Постоянное население составляло 2 человека (русские 100%) в 2002 году, 3 в 2010.